# 科乔维·奥比拉雷
科乔维·奥比拉雷（Kodjovi Dodji Obilalé，1984年10月8日—）是多哥藉足球運動員，司職门将。

## 俱乐部生涯
奥比拉雷在多哥首都洛美出生，2001年在法国球队Chamois Niortais开始了职业生涯。2002年效力FC Lorient。一年后回到祖家多哥与Étoile Filante de Lomé签约3年。2006年7月，他再到法国效力CS Quéven，1年半间打了39场比赛。2008年夏天從CS Quéven转会GSI Pontivy。

## 国家队生涯
奥比拉雷是多哥国家足球队替补门将，2006年他被征召参加德国世界杯时，是多哥国内联赛中唯一获选征战世界杯的球员。

### 多哥国家足球隊遇襲事件
2010年1月8日，准备参加2010年非洲國家杯比赛的多哥国家足球队乘坐的巴士在安哥拉卡宾达遭到安哥拉分离主义组织“卡宾达海外领地解放阵线”（Front for the Liberation of the Enclave of Cabinda）袭击，造成3死9傷，曾一度误传奥比拉雷离世，奥比拉雷在接受了手术后，转到约翰内斯堡就医。